# Nahima El Sakhir
Nahima El Sakhir (en arabe : نعيمة الصغير), est une actrice égyptienne, née le 25 décembre 1931 en Égypte et décédée le 20 octobre 1991 en Égypte à l'âge de 59 ans.

## Biographie
Nahima El Sakhir, de son vrai nom Nahima Abdel Maguid Abdel Gawad est une actrice égyptienne, née en 1931, très populaire dans le cinéma des années 80, elle est apparue au cinéma en 1948 jusqu'à sa mort en 1991.

## Filmographie

### comme Actrice
- 1991 : Le cœur est ce qu'il aime :
- 1991 : Les anges ne descendent pas sur terre :  La mère de Ali
- 1991 : Bolteya Bente Bahari  :
- 1991 : Hassal Ya Saate Elbeih :
- 1991 : L'amour et la peur  :
- 1991 : Le destin du lion :
- 1991 : Chafa Khaliza :  El Maalema
- 1991 : Kanoune Ika :  La sœur de Ika
- 1991 : Des fous sur la route :
- 1991 : Mogurem larkhme anfoh :
- 1990 : Les Fantômes :  El Kataa
- 1990 : El Sekoute :
- 1990 : Une nuit de miel :
- 1990 : Les 3 cons :
- 1990 : Ela Omi :
- 1990 : Lile wa el khawana  :
- 1990 : El Hossta Mahrousse :
- 1990 : Saheb el Galala el Hob : (Série, audio pour la radio)  (Seulement la voix)
- 1989 : Sahbak Mene Bakhtak :
- 1989 : El bida wa El Haguar :  Om Tarouta
- 1989 : Karakib :  Khala Chafika
- 1989 : Au Secours  :
- 1989 : Dakate ala Babi :  La mère de Fahmi
- 1989 : Aliche dakhale el gueiche :
- 1989 : Le quartier des amis  :
- 1989 : Kessma wa Nassib :
- 1989 : Seraa el Ahfad :
- 1989 : Guerane Akher Zamane  :
- 1988 : Les jours de la peur :
- 1988 : Arbab Sawabek :
- 1988 : El gawaza dih meche lazem tetem  :  Gamila
- 1988 : L'inspecteur Hassan :  La mère de Nadia
- 1988 : Halete Talabosse :
- 1988 : Nechaterkom el afrah :
- 1988 : L'argent et les démons :
- 1988 : Zamane El Mamnouaa :   (Avec Laila Eloui, Said Tarabik…)
- 1988 : Kaher el ferssane :
- 1988 : Une nuit au mois de Juillet :
- 1988 : Seraa El Ahfad :
- 1988 : Nawaeem :
- 1987 : Le commissariat dans la rue :
- 1987 : El Nassib Maktoub :
- 1987 : El Beite El Malaaoune  :
- 1987 : El Charabeya :
- 1987 : Aachmaoui :
- 1987 : Guari El Wehouche :  Om Fathy
- 1987 : Le aadam Kefayete el adela :
- 1987 : El Aard tahalgui (Kadeyete Nasb) :
- 1987 : El Taaouiza :
- 1987 : Elbeih el Bawab :
- 1987 : Les filles de notre quartier :
- 1987 : Khalil Baad El Tabdil :
- 1987 : Safah Karmouz :
- 1987 : La Cave  :
- 1986 : Je ne suis pas une voleuse :
- 1986 : Wasmate Aar :
- 1986 : El daeaa :
- 1986 : Madame Chalata :
- 1986 : Une femme divorcée :  Une femme du tribunal
- 1986 : El Sakakini :  La mère de Horeya
- 1986 : El Maraa El Azraa  :
- 1986 : Satrak ya rab :
- 1986 : Gouzour fi El Hawa :
- 1986 : Commissariat dans la rue :
- 1986 : Madafene mafroucha lel egar :
- 1985 : Adieu Bonaparte :
- 1985 : El Sayed Kechta :
- 1985 : Le bon et le mauvais :
- 1985 : El Zemar :
- 1985 : Un homme qui a tué l'amour :
- 1985 : Eli Mene Yehemo El Amr :
- 1985 : Ramadane Fouk El Berkane :    (Avec Said Tarabik…)
- 1985 : Nagoi Madame Chalata :
- 1985 : Chahd Elmaleka  :
- 1985 : Ali beih Mazhar  :
- 1985 : El darb el ahmar :
- 1985 : Elchaka mene hake elzoga :
- 1984 : Bonjour au voisin : (Série)  Azhar
- 1984 : Ne me demande pas qui je suis :  La sœur de Cherifa
- 1984 : Kamar el lile :
- 1984 : Beite el Aasserate :
- 1984 : Chawareaa Mene Nar  :
- 1984 : Like youm ya beih :  Hafiza El Daramaly   (Avec Said Tarabik…)
- 1984 : Les chiens de garde :
- 1984 : Samoura wa El Beinte El  amoura :
- 1984 : Nahima Fakha Moharama :
- 1984 : El Khadama :
- 1984 : El Setouh  :
- 1984 : El lila el mawouda :  Om Emam
- 1983 : Wedad El Khazaya :
- 1983 : Ana meche harameya  :
- 1983 : Massoud sahid leih ? :
- 1983 : Raya wa Sekina  :  Raya
- 1983 : Elmodmene  :  Mounira
- 1983 : Demain je vais me venger :
- 1983 : Y a une faute quelque part : (Série, 15 épisodes)  Fakiha
- 1982 : L'amour en Prison :  La directrice du prison
- 1982 : Leyal :
- 1982 : Kahwete El Mawardi  :
- 1982 : Lel Fakid el rahma :  Galila
- 1981 : Dendache  :  La chanteuse
- 1981 : Seraa El Aaochak  :
- 1981 : Aayoune la tanam  :  Om El Bataa
- 1981 : El Rahma ya nass  :
- 1981 : La tezlemo el nessaa  :
- 1981 : El Machbouh :  Sayeda
- 1980 : Les puissants :  Fakiha
- 1980 : Il aime les problèmes  :
- 1980 : Mon amour pour toujours  :
- 1980 : La fenêtre :
- 1979 : Aassefa mene el demouaa :  Om El Saad
- 1979 : Kessete el haye el Kharbi :
- 1979 : Wa témdi el ahzane  :
- 1979 : Maa Sabak el asrar :
- 1978 : Alexandrie Pourquoi ?  :  La chanteuse
- 1978 : Chafika et Metwal :  Fola
- 1978 : Une fille pas comme les autres :
- 1978 : Wahed Baad Wahed we Noss  :
- 1978 : Un appel dans la nuit :
- 1978 : Le regret :
- 1978 : La Lune  :
- 1977 : El Marka fi Dami :
- 1977 : Sonia et le fou :  Aadalate
- 1976 : Amane y a Donia :  Aateyate
- 1976 : El Hayaiie El Kharib :
- 1976 : El Karawan Laho Chafaief :
- 1976 : Chelete El onsse :
- 1976 : El demouaa el sakhena :
- 1976 : El Mezanaboune  :
- 1976 : Beite bela Hanane  :
- 1976 : Et elle est revenue la vie :
- 1976 : Moraheka mene El aryaf  :
- 1976 : Mouled ya donia  :
- 1975 : Elkarnak :  La mère de Zeinab
- 1975 : Hakaza el Ayam :
- 1974 : Boudour :
- 1974 : Anessate wa Sayedate :
- 1974 : Wa kane el Hob  :
- 1973 : El selem el khalfie  :
- 1973 : Hamam El Malatily  :
- 1972 : Un nez et trois yeux  :  Fayza
- 1971 : Chiaa fi Sadri  :  Chafika
- 1971 : Madrassty el hassna  :  (Film en noir et blanc)  La mère de Mahrouss
- 1970 : Nahnou la Nazraak el chok   :  (Film en noir et blanc)  La mère de Abbas
- 1970 : Ward El Chok  :  (Film en noir et blanc)  La mère de Ali
- 1969 : La Vengeance  : (Série)
- 1969 : El Helwa Aziza :  L'assistante de Aziza
- 1969 : Les Portes de la nuit :  Narguess
- 1968 : El Kadeya 68 :  Zakeya
- 1968 : Adaweya  :  La mère
- 1968 : Ayam el Hob :
- 1968 : Emtessal :
- 1968 : Quelque chose de peur :
- 1967 : La 2èmes Femmes :  Nazima
- 1966 : Elkahera 30 :
- 1965 : Elle et les hommes :
- 1948 : Les 2 Orphelines :  La chanteuse